# 알레한드로 발데
알레한드로 발데 마르티네스(스페인어: Alejandro Balde Martínez, 2003년 10월 18일 ~ )는 스페인의 축구 선수로, 현재 FC 바르셀로나에서 레프트 백으로 활약하고 있다.